# Devizes
Koordinaten: 51° 21′ N, 2° 0′ W
Devizes [dɪˈvaɪzɪz] ist eine Markt- und Kreisstadt in der englischen Grafschaft Wiltshire im Süden Großbritanniens, etwa 150 km westlich von London. Die Stadt hat etwa 11.000 Einwohner auf einer Fläche von 573 ha.

## Geographie
Devizes liegt 131 Meter über dem Meeresspiegel in der fruchtbaren Ebene von Pewsey.
Nachbarorte sind:
die Städte: Calne, Chippenham, Marlborough, Swindon, Melksham, Warminster, Salisbury, Andover, Tidworth
die Dörfer: Potterne, Roundway, Bishops Cannings, Horton, Coate, Bromham, Etchilhampton, Wedhampton, Stert, Poulshot, Seend, Sells Green, Rowde, Rowdefield, All Cannings, Great Cheverell, Littleton Panell, West Lavington, Market Lavington, Worton
und die Ortsteile: Nursteed, Dunkirk

## Geschichte
Im Jahre 1080 wird Devizes zum ersten Mal erwähnt, als der später heiliggesprochene Osmund von Sées, Bischof von Salisbury dort eine Burg errichtete. Da zu jener Zeit noch keine Stadt vorhanden war, wird der Ort auch nicht im Domesday Book erwähnt. Weil die Burg auf den Grenzen der Landgüter Rowde, Bishops Canning und Potterne stand, war sie auch als „castrum ad divisas“ oder „die Burg auf den Grenzen“ bekannt. Daher stammt der Name „Devizes“.
Die Motte war wahrscheinlich eine Holz- und Erdhügelkonstruktion, die im Jahre 1113 niederbrannte. Danach wurde sie von Osmunds Nachfolger, Bischof Roger von Salisbury als Steinburg neu gebaut. Das Marktrecht erhielt die um die Burg entstandene Stadt Devizes im Jahre 1141. Im Englischen Bürgerkrieg von 1135 bis 1154 zwischen Stephan von Blois und Mathilde wechselten die Besitzer der Burg mehrfach.
Die Burg diente auch als Gefängnis, so für  Robert von der Normandie, den ältesten Sohn von  Wilhelm dem Eroberer im Jahre 1106. Robert wurde 20 Jahre in Devizes gefangen gehalten, bevor er in die Burg von Cardiff gebracht wurde.
Während des 12. und 13. Jahrhunderts siedelten sich um die Burg Händler und Handwerker an und die Stadt wuchs schnell. Der erste überlieferte Markt fand im Jahre 1228 statt. Der ursprüngliche Marktplatz lag auf dem Platz vor der Kirche St. Mary. Wo heute der Marktplatz zu finden ist, lag damals der äußere Burggraben.
Die wichtigsten Produkte, die im 16. und frühen 17. Jahrhundert in Devizes angeboten wurden, waren Weizen, Wolle und Garne, später kamen Käse, Schinken und Butter dazu. Bekannt wurde Devizes auch für seine Textilien, wie Serge, Filz oder Zephyr-Baumwolle.
Während des  Englischen Bürgerkriegs im Jahre 1643 verschanzten sich die royalistischen Truppen unter Sir Ralph Hopton in der Stadt. Deshalb wurde Devizes vom Kommandanten der Parlamentsarmee, Sir William Waller belagert. Die Belagerung wurde aufgehoben, als ein Unterstützungsheer unter Lord Wilmot aus Oxford heranrückte. Wallers Truppen wurden in der Schlacht von Roundway Down fast vollständig aufgerieben. Devizes blieb bis 1645 unter royalistischer Kontrolle, bis Oliver Cromwell angriff und die Royalisten zur Kapitulation zwang. Die Burg wurde 1648 auf Anweisung des Parlaments zerstört, es sind nur wenige Überreste erhalten.
Im frühen 18. Jahrhundert war der Markt in Devizes der größte im westlichen England. Mittlerweile wurde auch Hopfen, Rinder, Pferde und Kleidung angeboten. Die Wollhändler waren zu Reichtum gekommen und bauten einige aufwendige Wohnhäuser in der Stadt. Beispiele sind in der Long Street, in der St. John’s Street und am Marktplatz zu sehen.
Gegen Ende des 18. Jahrhunderts brachte die Herstellung von Textilien nicht mehr viel ein, so dass sich andere Handelszweige in der Stadt bildeten, wie Uhrmacher, Glockengießer, Buchhändler, Hutmacher, Lebensmittelhändler und Silberschmiede. Es gab auch Bierbrauer, Tabakverarbeiter und Schnupftabakhersteller. Während auch heute noch in der Wadworth Brauerei Bier gebraut wird, sind die Tabakverarbeiter nicht mehr am Ort.
Im Unterhaus in London wird die Stadt von dem konservativen Abgeordneten Michael Ancram vertreten.

## Verkehr
Devizes war auch ein wichtiger Haltepunkt der Postkutschen an der Straße von London nach Bristol und es entstanden eine Vielzahl von Poststationshotels wie das bekannte „Bear Inn“.

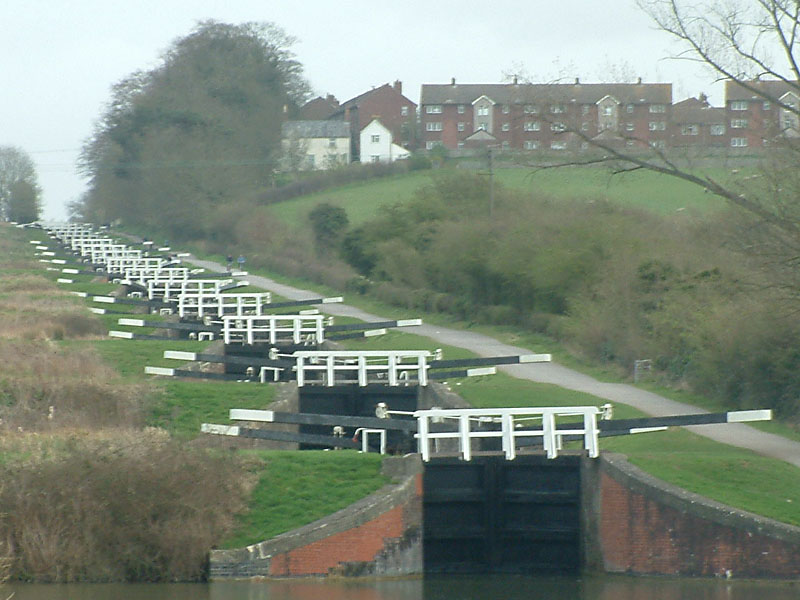
16 von insgesamt 29 Schleusen des Kennetkanals bei Devizes

Der Kennet-und-Avon-Kanal wurde von John Rennie 1794 bis 1810 gebaut, um Devizes mit Bristol und London zu verbinden. In der Nähe von Devizes überwindet der Kanal durch 29 Schleusentore eine Höhe von 72 Metern. Am Caen Hill folgen 16 Schleusen direkt hintereinander. Der Kanal war nachts mit Gaslaternen beleuchtet, so dass er 24 Stunden am Tag benutzt werden konnte. Nach dem Bau der Eisenbahn 1850 wurde der Kanal immer weniger benutzt. Später wurde er wieder instand gesetzt und dient seitdem für Freizeitaktivitäten. Einen guten Überblick über die Geschichte des Kanals findet man im Museum an der Anlegestelle in Devizes.
Devizes wurde 1857 an das Eisenbahnnetz angeschlossen, als die Wilts, Somerset and Weymouth Railway von der Hauptlinie zwischen Chippenham und Weymouth, einen Abzweig nach Holt Junction verlegte. 1862 schloss die Great Western Railway Devizes an ihre Strecke von Reading nach Hungerford an. Dadurch bestand eine direkte Verbindung von London über Devizes nach Westengland. Später wurde ein Umgehungsstrecke über Westbury gebaut, so dass nicht mehr durch Devizes gefahren werden musste. Der Haltepunkt Devizes wurde 1966 geschlossen. Heute findet man den nächsten Bahnhof in Chippenham oder Pewsey.

## Einwohner
Bei der Volkszählung im Jahre 2001 hatte die Stadt 11.296 Einwohner, 2006 waren es schon 13.300.

## Sehenswürdigkeiten
- Marktkreuz: das Marktkreuz wurde im Jahre 1814 erbaut. Es berichtet die lehrreiche Geschichte von Ruth Pearce:

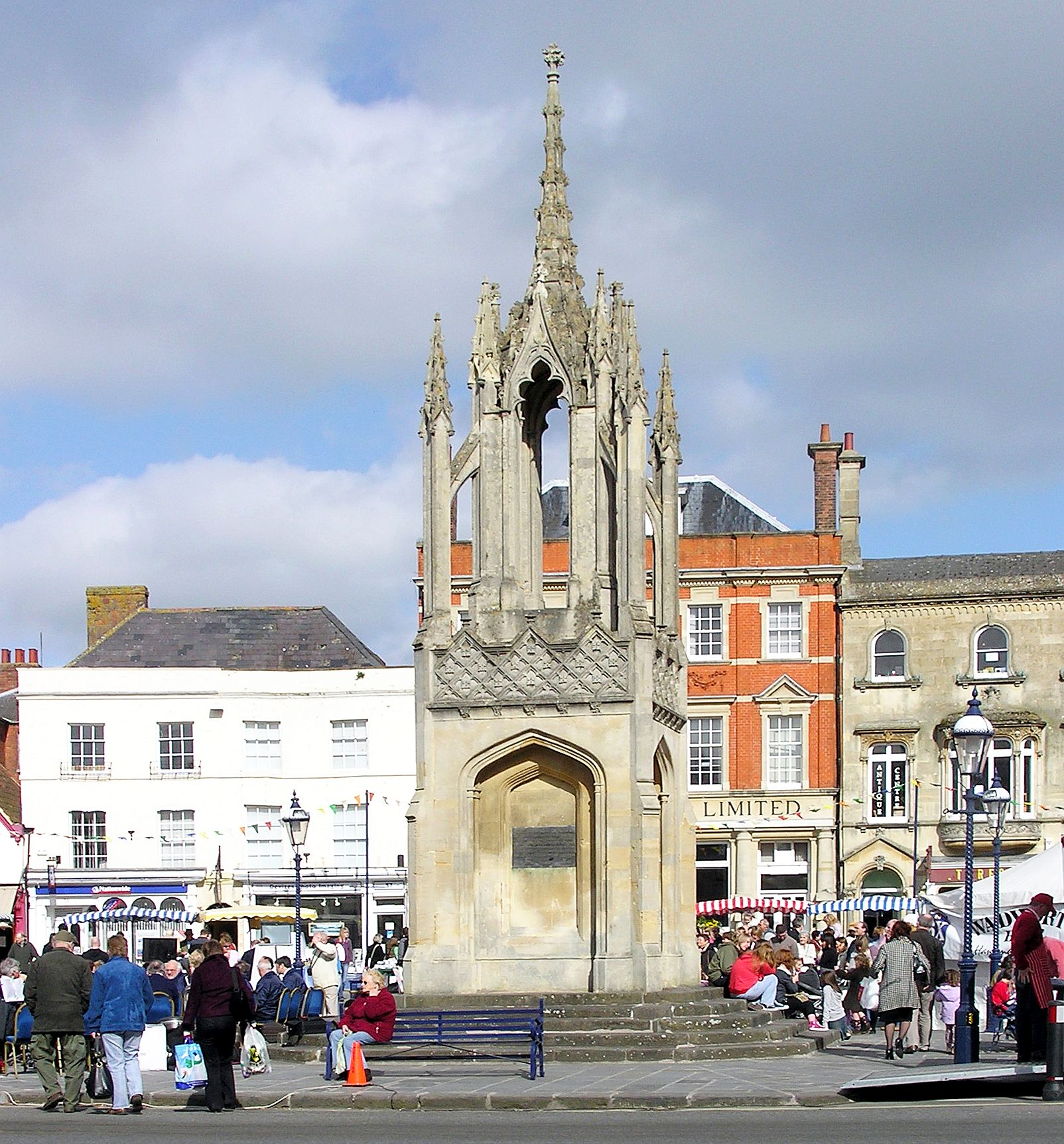
Marktkreuz in Devizes

„Am 25. Januar 1753 vereinbarte Ruth Pearce aus Potterne in dieser Grafschaft mit drei anderen Frauen, einen Sack Weizen auf dem Markt zu kaufen, wobei jede den gleichen Anteil zahlen sollte. Eine dieser Frauen bemerkte beim Einsammeln der Anteile einen Fehlbetrag und forderte diese Summe von Ruth Pearce. Ruth Pearce behauptete, bereits bezahlt zu haben und sagte, dass sie auf der Stelle tot umfallen solle, wenn sie dies nicht getan habe. Sie wiederholte mehrfach diesen schrecklichen Wunsch, als sie, zur Bestürzung und der Schrecken der Umstehenden zu Boden fiel und verstarb, das Geld noch versteckt in der Hand haltend.“
- Das Wiltshire Museum zeigt archäologische Funde der Grafschaft.

## Bildung
Neben den Grundschulen besitzt Devizes eine weiterführende Schule, die einen speziellen Sportzweig anbietet. Weitere Grundschulen findet man in den Ortsteilen Wansdyke, Nursateed, Potterne und Southbroom.

## Sport
Jedes Jahr wird zu Ostern der internationale Kanu-Marathon zwischen Devizes und Westminster in London durchgeführt. Die Strecke beträgt 190 km. Der Wettbewerb wurde zum ersten Mal 1948 ausgetragen und war einer der ersten Kanumarathons der Welt.
Der örtliche Fußballverein heißt Devizes Town F.C. und spielt in der Western Football League. Der Rugbyverein Devizes RFC wurde 1876 gegründet, die Spieler werden „Sattelrobben“ genannt und spielen in der Southern Counties (South) League. Ferner gibt es einen Hockey Club und einen Cricket Club, der 1850 gegründet wurde.

## Persönlichkeiten
- George Wilmot Bonner (1796–1836), Holzschneider, Illustrator und Druckvorlagen-Künstler
- Harold Walter Bailey (1899–1996), Sprachwissenschaftler
- Malcolm Pearson, Baron Pearson of Rannoch (* 1942), Geschäftsmann und Politiker, Mitglied des House of Lords
- Jon Guthrie (* 1992), Fußballspieler

## Städtepartnerschaften
- Mayenne, Frankreich
- Oamaru, Neuseeland
- Tornio, Finnland
- Waiblingen, Deutschland